# عنبية (عين)

تشريح العين.

العِنَبِيّة هي طبقة العين الوسطى الوعائية والتي تتألف من طبقة العين المشيمة والجسم الهدبي والقزحية.

## أصل التسمية
يرجع أصل التسمية العربية بحسب ابن ماسويه إلى شبهها بالعنبة في لونها بحسب وصفه في كتابه محنة الكحالين.

## روابط خارجية
- مدلاين بلس 002337
- Diagram at visionweb.com.